# Federico Ceruti
Federico Ceruti (Verona, 1532 – 1611) è stato un poeta e letterato italiano.

## Biografia
Pochissimo si conosce sulla sua vita se non quanto emerge dalle sue opere. Medico, fu scrittore di odi latine che dedicò alla cantante Laura Peverara, componente del famoso concerto delle donne attivo a Ferrara, presso la corte di Alfonso II d'Este negli ultimi due decenni del XVI secolo.

## Opere più note
- Prodiit ut primum
- Munere laeta
- Docte Laura canens
- Vere novo